# Ligatur (Typografie)

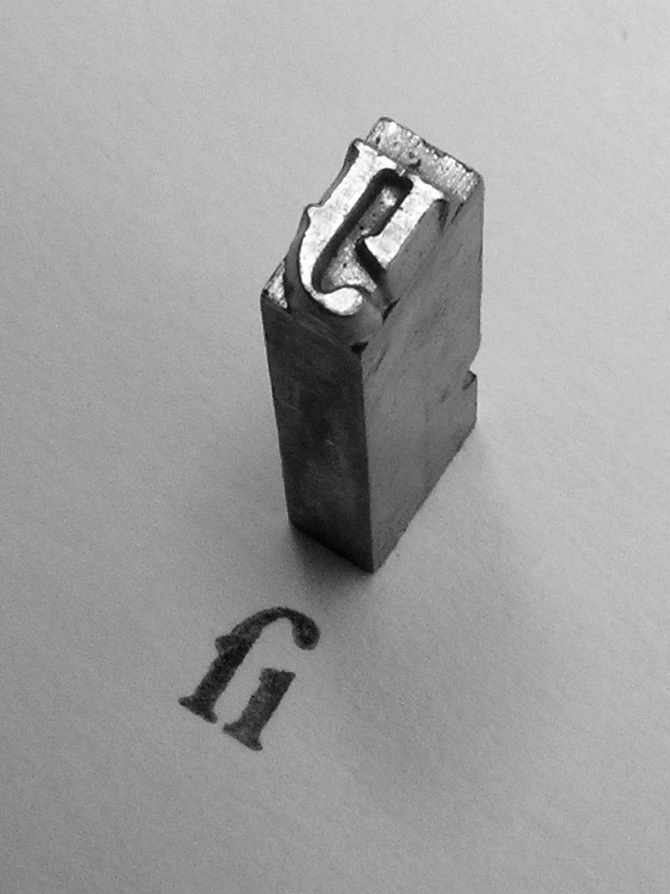
Bleiletter und Druckbild einer ſi-Ligatur (langes s, i) in 12p Garamond

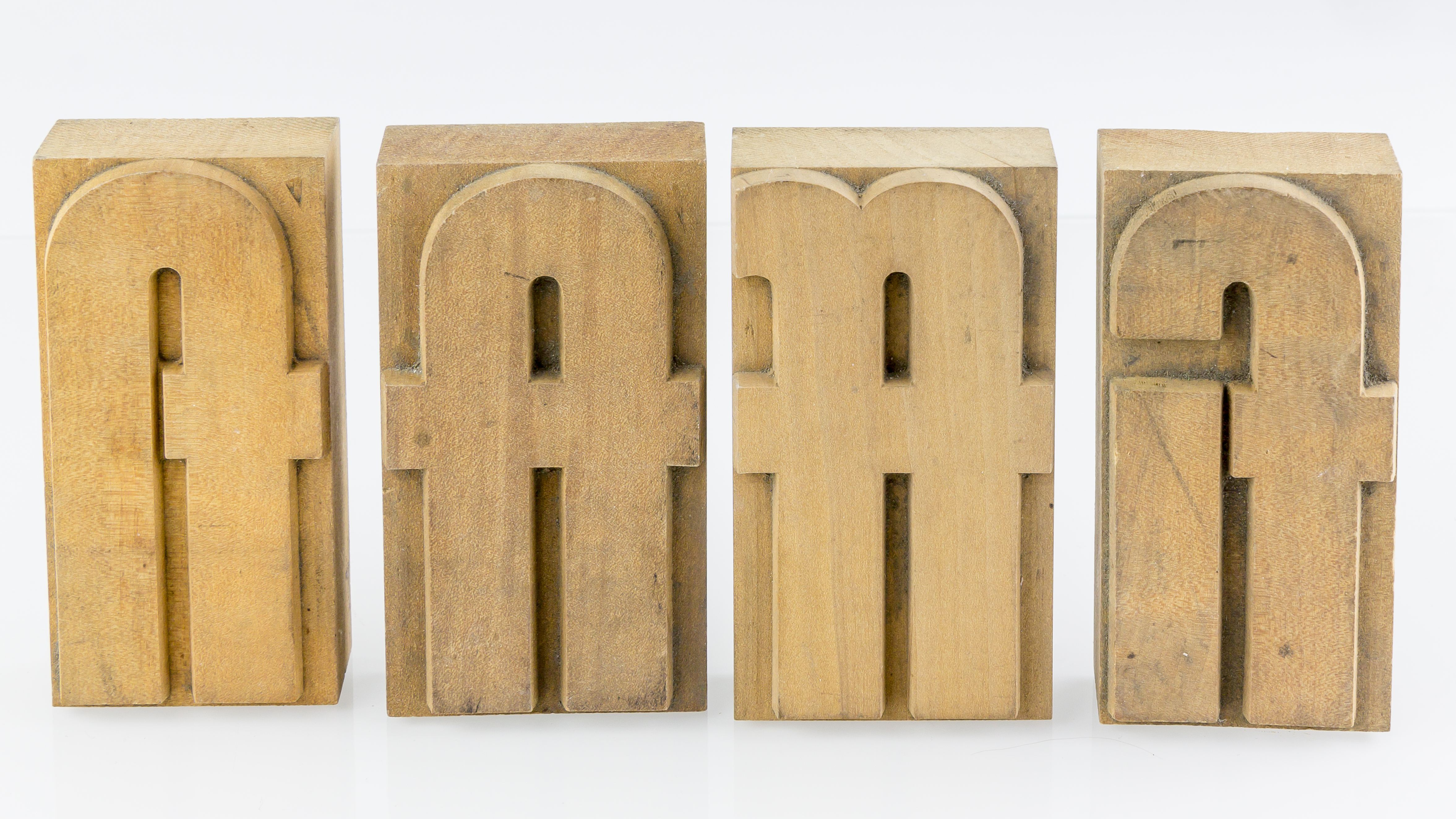
Holzlettern mit Ligaturen (von links nach rechts, jeweils spiegelverkehrt)
fl, ft, ff, fi in 25 Cicero = 300 Punkt = 112,8 mm (Schriftart Futura schmalfett)

Eine Ligatur (von mittellateinisch ligatura ‚Verbindung‘, zu ligare ‚binden, verbinden‘) oder Buchstabenverbund bezeichnet in der Typografie solche Glyphen, die aus der Verschmelzung zweier oder mehrerer Buchstaben (Graphen) einer Satzschrift entstanden sind. Auch in handschriftlichen Schriften (etwa Buchschriften oder Schreibschriften) kommen Ligaturen vor. Dort entstanden diese entweder durch schnelle Schreibweise häufig genutzter Zeichenkombinationen oder zur optischen Korrektur. Die bekanntesten Beispiele für Ligaturen im Deutschen sind das "ß" und das Kaufmanns-Und "&".
Im Satz werden Ligaturen heute vor allem verwendet, wenn zwei Buchstaben mit Oberlängen (z. B. f, i, l, t) aufeinander folgen, da ohne Ligatur eine Lücke zwischen den Buchstaben entstünde oder es bei Anwendung der Unterschneidung zu unschönen Verbindungen der Oberlängen käme. Im Bleisatz sind Ligaturen zur Ermöglichung von Unterschneidungen zwingend nötig. Menge, Art und Gebrauch der Ligaturen unterscheiden sich je nach Sprache und Schriftsystem.

## Zeichensatz

Ligaturen in einer Antiqua-Schrift mit langem Binnen-s (das seit seinem Verschwinden aus der Antiqua um 1800 üblicherweise nur in Fraktur-Schriften verwendet wird)

Ligaturen vermeiden optische Lücken, die das Erscheinungsbild und die Lesbarkeit eines Texts stören. Sie werden vor allem im professionellen Satz verwendet, wurden aber aus zeitlichen und ökonomischen Gründen besonders im Zeitungssatz weggelassen. Ligaturen werden vor allem nach ästhetischen Gesichtspunkten gestaltet und nicht nur durch einfache Verringerung der Laufweite gebildet (siehe Abbildungen).
In deutschsprachigen Texten sind die Ligaturen ﬀ, ﬁ, ﬂ, ft sowie deren Kombinationen (ﬃ, ﬄ und so weiter) geläufig, weniger üblich sind Ligaturen etwa von fk, fj, fh, fb, fz, ll, st, ch, ck, ct, th, tt, tz, kk, Qu, ſi, ſſ, ﬅ, ſch. Je nach Schriftart sind diese zudem selten Ligaturen im engeren Sinne, da die einzelnen Buchstaben nur zur Unterschneidung näher aneinander gerückt sind, aber keine tatsächliche Verbindung eingehen. Die Anzahl der Ligaturen ist bei verschiedenen Schriftarten unterschiedlich.

### Anwendung im Deutschen
Im Deutschen werden Ligaturen nur gesetzt, wenn die zu verbindenden Buchstaben im gleichen Morphem liegen, beispielsweise im Wortstamm. Ligaturen werden in der Regel nicht gesetzt, wenn die Buchstaben über eine grammatikalische Fuge (z. B. eine Wortfuge) reichen. „Kaufläche“ (Kau-fläche) wird daher mit ﬂ-Ligatur geschrieben; „Kaufleute“ hingegen nicht, weil die Buchstaben f und l verschiedenen Wortteilen (Kauf-leute) angehören. Eine Ausnahme bilden Nachsilben, die mit i beginnen (-ig, -in, -ich, -isch). Hier werden auch über die grammatikalische Fuge hinweg Ligaturen gesetzt. So wird beispielsweise „häufig“ trotz der Fuge (häuf-ig) mit ﬁ-Ligatur geschrieben. Im Zweifel wird der Gliederung des Wortes nach Sprechsilben gefolgt und entsprechend die Ligatur gesetzt.
Die Anwendung von Ligaturen ist nicht verbindlich geregelt, generell folgt man dem Grundsatz: Getrennt gesprochene Buchstaben werden nicht in Ligatur gesetzt.

### Bleisatz
Die Verwendung von Ligaturen hat im Bleisatz neben den ästhetischen auch technische Gründe. Ohne Ligaturen hätte man beim Buchstaben f nur die Wahl, ihn bündig auf den Kegel zu stellen, was ein den Lesefluss störendes ‚Loch‘ im Satzbild zur Folge hätte, oder ihn rechts frei über den Kegel hinausgehenzulassen, damit er zum Teil über den Kegel des nachfolgenden Buchstabens rage. Der so freigestellte Teil des f würde jedoch ohne den schützenden Kegel leicht abbrechen. Aus diesem Grund werden die betreffenden Kombinationen direkt zusammen auf einen Kegel gegossen (vgl. Logotype).

### Computersatz
Der Computersatz erlaubt heute eine fast beliebige Positionierung der Buchstaben. Deshalb ist es möglich, den Abstand zwischen zwei Zeichen einzustellen und in vielen Fällen auf Ligaturen zu verzichten. Viele Schriftarten bieten spezielle Ligaturen an. Andere Ligaturen werden durch entsprechende Positionierung der typografischen Zeichen emuliert. Die ß-Ligatur wird als ein Buchstabe behandelt und standardmäßig verwendet.
Neue Schrifttechniken wie OpenType, Graphite von SIL oder Apples wenig verbreitetes AAT erlauben den manuellen oder auch automatischen Einsatz von Ligaturen, ohne den zugrundeliegenden Code zu verändern, sofern dies auch explizit in einer Schrift vorgesehen ist. Einige Programme wie z. B. QuarkXPress (ab Version 7) oder InDesign bieten diese Möglichkeit mit OpenType sowohl unter macOS als auch unter Windows.
Bei den meisten Microsoft-Programmen wie Word (bis Version 2007) müssen Ligaturen noch als Sonderzeichen eingefügt werden und verwirren daher die Rechtschreibprüfung. Das Emulieren mancher Ligaturen aus mehreren Einzelzeichen gelingt besser, wenn das Schriftdesign des Fonts darauf bereits angepasst ist. Microsoft Word 2010 ist die erste Version von Word, die OpenType-basierte Ligaturen offiziell unterstützt.

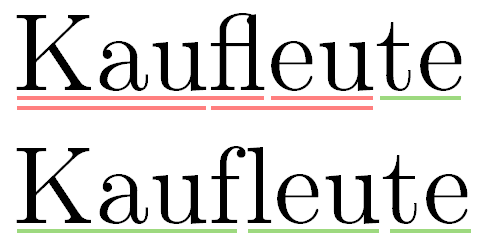
Oben: automatische, falsche ﬂ-Ligatur („Kau·fleute“).
Unten: korrekt ohne Ligatur („Kauf·leute“).

Schwierigkeiten können sich bei der Rechtschreibprüfung ergeben. Manche Satzprogramme unterstützen die Verwendung von Ligaturen nur in recht aufwändiger Weise. Einige Satzprogramme (zum Beispiel TeX) verlagern die Verwendung von Ligaturen daher in den Ausgabeprozess, was das Problem nur teilweise löst, da es kontextabhängig ist, ob ein Zeichen als Ligatur gesetzt werden muss oder nicht. Der Setzer muss explizit angeben können, ob eine Ligatur gesetzt werden soll oder nicht (z. B. in LaTeX Kauf"|leute oder HTML Kauf&zwnj;leute zur Unterbindung der automatischen Ligatur). Die automatisierte Setzung bzw. Unterdrückung von Ligaturen anhand der Silbentrennungswörterbücher wird bisher ausschließlich vom Satzprogramm LuaLaTeX mithilfe des Pakets „selnolig“ geleistet.
Ungewollte „Ligaturen“ können entstehen, wenn Buchstaben zu eng zusammengerückt werden. Viele Schriftarten enthalten entsprechende Informationen zur Optimierung der Abstände von Buchstabenpaaren, sogenannte Unterschneidungspaare.
Der universelle Zeichensatz – Unicode – bietet nur sehr beschränkte Unterstützung für Ligaturen. Nur einige wenige Ligaturen wie „ﬁ“ haben aus Kompatibilitätsgründen mit bestehenden Zeichensätzen/-kodierungen (u. a. Macintosh Roman) ihren Platz in Unicode. Das Unicode-Konsortium lehnt es grundsätzlich ab, weitere Ligaturen in Unicode aufzunehmen und begründet dies damit, dass Ligaturen ein Problem der Zeichendarstellung, nicht der Zeichenkodierung seien. Eine Steuerung der somit notwendigen automatischen Ligation soll mit dem Bindehemmer U+200C (Verbindung unterdrücken) und dem breitenlosen Verbinder U+200D (Verbindung erzwingen) geschehen, die in HTML als Zeichenentitäten &zwnj; (zero width non-joiner) bzw. &zwj; (zero width joiner) aufgenommen wurden.

### Fraktursatz

Zwangsligaturen ch, ck, ﬅ, tz bleiben im gesperrten Satz erhalten.

Im deutschsprachigen Fraktursatz gibt es eine Reihe von Ligaturen. Auch im Fraktursatz gilt in jedem Fall die Regel, dass eine Ligatur nicht über eine Wortfuge hinweg gesetzt werden darf (Beispiel: Ta-tz-e = tz-Ligatur, aber Lu-ft-z-ug = ft-Ligatur + z). Dies betrifft auch Familiennamen slawischer Herkunft auf -cky (z. B. Ranicky), die – entsprechend der getrennten Aussprache – nicht mit ck-Ligatur, sondern getrennten Lettern c und k geschrieben werden.
Im Sperrsatz werden die Ligaturen ch, ck, ﬅ und tz nicht gesperrt. Alle anderen üblichen Ligaturen (ﬀ, ﬁ, ﬂ, ll, ſi, ſſ, tt, seit Anfang des 20. Jahrhunderts auch ſch) werden gesperrt, also im Sperrsatz in Einzelbuchstaben aufgelöst. Bei ﬅ bestehe auch die Möglichkeit, dass es im Sperrsatz zwar nicht gesperrt, aber trotzdem aufgelöst werde.
Die reformierte deutsche Rechtschreibung belebt im Bereich der s-Schreibung eine Idee aus dem frühen 19. Jahrhundert wieder, die sogenannte Heysesche s-Schreibung. Im Heyseschen Fremdwörterbuch taucht für Doppel-s am Wortende eine eigens geschaffene Ligatur ſs auf.

## Bedeutung im Schriftsystem
In den europäischen Schriften ist eine Ligatur ein Element der grafischen Oberflächenstruktur der geschriebenen Sprache, das heißt, dass sie nicht notwendiger Bestandteil des Schriftsystems (der Orthografie) sind. Ihre Verwendung folgt allein typografischen Regeln, die der optischen bzw. ästhetischen Gestaltung dienen, ohne für die Bedeutungsunterscheidung von Wörtern notwendig zu sein. Für das Funktionieren der deutschen Orthografie ist es zum Beispiel nicht notwendig, „knifflig“ mit der Ligatur für ffl zu schreiben. Die Verwendung von Ligaturen ist in keiner europäischen Sprache orthografisch vorgeschrieben, sie ist ein reines Stilmittel und variiert von Schriftart zu Schriftart. Ligaturen sind demnach keine Grapheme eines Schriftsystems.
Von diesen echten, synchron als solche verwendeten Ligaturen sind Einheiten eines Schriftsystems zu unterscheiden, die ursprünglich (diachron) aus Ligaturen entstanden sind (vgl. auch die Entwicklung des lateinischen Schriftsystems). Zu diesen zählen Buchstaben wie w, ß, æ, œ und Zeichen wie & und % (vgl. u.). Die Verwendung solcher Buchstaben unterliegt heute (synchron) orthografischen Regelungen, sie sind kleinste bedeutungsunterscheidende Einheiten eines Schriftsystems und damit Grapheme wie andere Buchstaben auch.

### Die Ligaturen w und ß

Antiqua-ſs vs. Textura- und Fraktur-ſz

Der Buchstabe w hat sich als Ligatur aus zwei u bzw. v entwickelt (zwischen den Buchstaben u und v wurde erst zu Beginn der Neuzeit unterschieden). In manchen Sprachen ist dieser Ursprung noch an der Buchstabenbezeichnung nachzuvollziehen (engl. double u „Doppel-u“, span. doble uve oder doble v „Doppel-v“, frz. double v „Doppel-v“).
Im Druck wurde das kleine w bei nicht vorhandener Letter auf verschiedene Weise realisiert, im Fraktursatz beispielsweise mit rundem r als „rv“.
Historisch gesehen geht das ß („Eszett“) in der deutschen Sprache auf eine Ligatur aus ſ („langes s“, ursprünglich ein weiterer Buchstabe des deutschen Alphabets) und z in den gebrochenen Schriften zurück. Bedeutsam für die Form des ß in den heutzutage üblichen Antiqua-Schriftarten war jedoch auch eine Ligatur aus langem ſ und s. Diese Variante des Doppel-s geriet in den genannten Schriften im 18. Jahrhundert gleichzeitig mit dem langen ſ außer Gebrauch. In der zweiten Hälfte des 19. Jahrhunderts setzte sich der Buchstabe ß – nach dem Vorbild des Fraktursatzes – allmählich auch im Antiquasatz durch. Mit Annahme der Beschlüsse der orthographischen Konferenz von 1901 wurde das ß auch im Antiquasatz zur offiziellen Regel.
Während die aktuelle deutsche Rechtschreibung das ß auf die Verwendung nach langen Vokalen und Diphthongen beschränkt und damit nur den ß-Buchstaben anerkennt, benutzen Autoren und Verlage wie Diogenes, die weiterhin die Rechtschreibung des 20. Jahrhunderts benutzen, auch die ß-Ligatur nach Adelung. Beide Varianten werden aus linguistischer Sicht meist als gleichwertig betrachtet, während über die typographische Ebenbürtigkeit nach wie vor Uneinigkeit herrscht. Der „Erfinder“ der reformierten ß/ss-Schreibung jedenfalls, Johann Christian August Heyse, hatte, nachdem heftige Kritik an seiner Schreibvariante geäußert worden war, 1826 vorgeschlagen, „ein neues Zeichen zu creiren [und] ein ſ zu verbinden mit einem s“. Diese neue Ligatur entsprach damit prinzipiell dem im 20. Jahrhundert aus ſ und s neugeschaffenen ß für die Antiqua.

### Die Zeichen &,% und @

Kaufmanns-Und (links) und ursprüngliche Et-Ligatur (rechts)

Das &-Zeichen (Kaufmanns-Und) ist eine Ligatur aus den ursprünglichen Einzelbuchstaben „e“ und „t“ (lateinisch et, „und“). In der Schreibschrift hat es sich zunächst in eine Darstellung entwickelt, in der der Bogen vom kleinen e in den Stamm des kleinen t übergeht. Wird das E großgeschrieben, ergibt sich in vielen kursiven Schriften die nebenstehende Darstellung. Daraus hat sich durch weitere Vereinfachung das heute bekannte Kaufmanns-Und (englisch Ampersand) gebildet.
Das Prozentzeichen % ist eine Ligatur von „per cento“ (ital. „von hundert“), das @-Zeichen wird gemeinhin als eine Ligatur von „ad“ oder „at“ angesehen. Die Herkunft ist noch nicht geklärt.

## Ligaturen in Inschriften

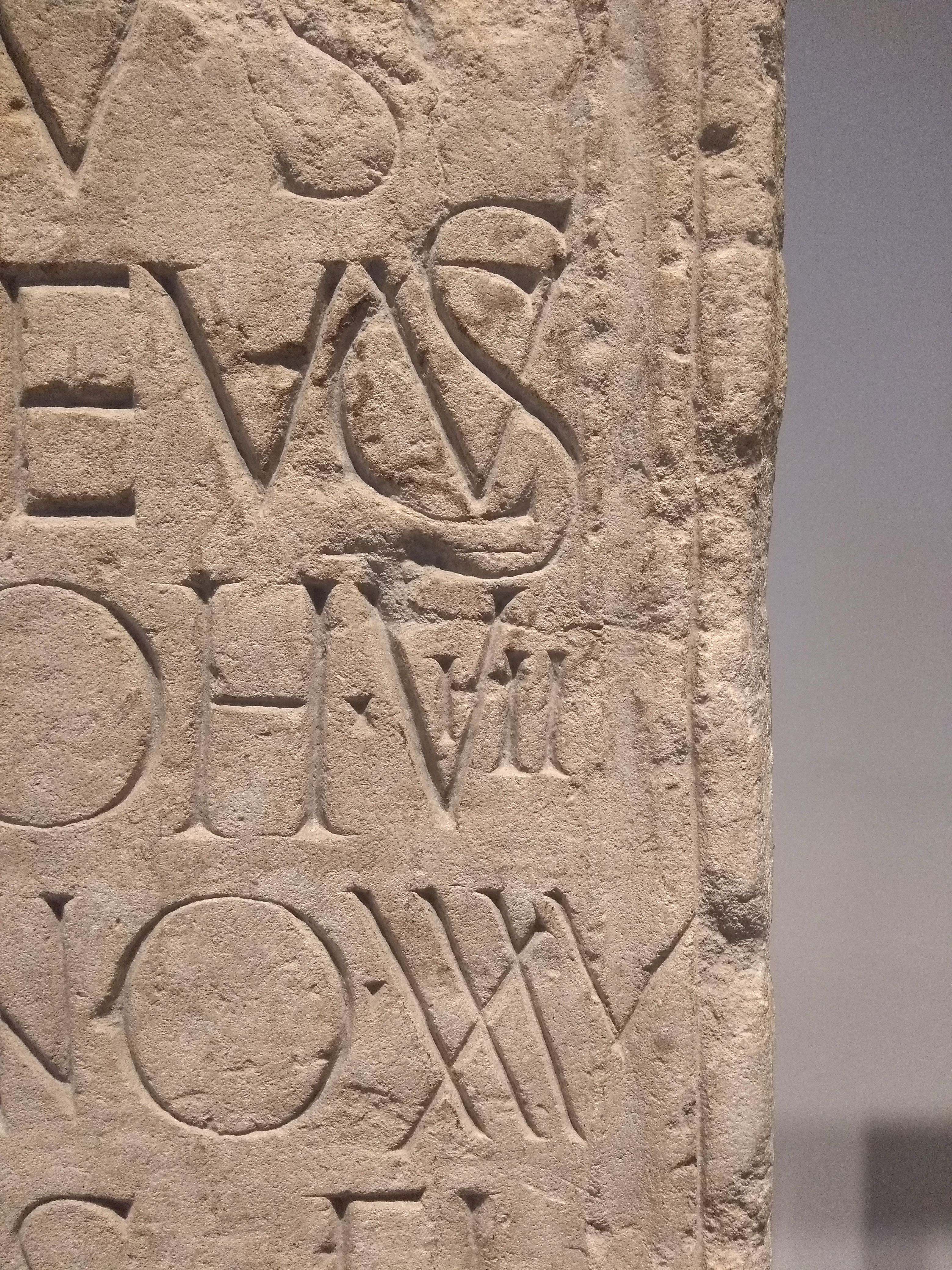
Grabstein des römischen Soldaten Dasmenus aus Remagen, Detail mit den Enden der Zeilen 2–4: In Zeile 2 wurden die Buchstaben C, V und S zur Platzersparnis zu einer Ligatur verschmolzen, in Zeile 3 ein I in das V „eingestellt“, in Zeile 4 die drei Buchstaben XXX zu einem einzigen Zeichen verschmolzen

Eine Sonderstellung nehmen Ligaturen in historischen Inschriften ein, wo sie vor allem in der Antike häufig nicht aus gestalterischen Gründen, sondern zur Platzersparnis eingesetzt wurden. Auch wenn die Fläche, die zur Einmeißelung des vorgesehenen Textes benötigt wurde, zuvor grob abgeschätzt und die Größe des Steins sowie der Buchstaben entsprechend angepasst wurde, wurde häufig erst gegen Ende des Textes oder einer einzelnen Zeile deutlich, dass der Platz für die vorgesehenen Buchstaben nicht mehr ganz ausreichen würde. In diesem Fall griffen die Steinmetzen häufig zu Ligaturen, um die noch fehlenden Wörter trotzdem unterzubekommen. Neben den Buchstabenverschmelzungen, die aus Platzmangel spontan in den Text eingefügt wurden, finden sich in antiken Inschriften aber auch vereinzelt bewusst eingesetzte Beispiele bei häufig eingesetzten Wort- oder Buchstabenkombinationen. Die Nutzung solcher rein dekorativer Ligaturen nahm vor allem in der Spätantike zu; aus ihnen gingen schließlich auch die Monogramme hervor.
Ursprünglich waren Ligaturen ein charakteristisches Phänomen antiker lateinischer Inschriften. Ab der römischen Eroberung des griechisch geprägten östlichen Mittelmeerraumes kamen sie aber auch in griechischen Inschriften teilweise in Gebrauch, während sie in älteren Texten dort nur ganz selten und vereinzelt auftreten.
Im griechischen Kontext lassen sich die Ligaturen aber häufig nicht durch mangelhafte Kalkulation der Textverteilung auf dem Stein erklären, sondern scheinen Übernahmen aus der zeitgenössischen Kursive (Schreibschrift) gewesen zu sein. In anderen Kulturkreisen sind solche Einflüsse aus der Kursive auf die Gestaltung von Inschriften allerdings sehr selten gewesen und die allermeisten Ligaturen erklären sich entweder durch die enge Zusammenrückung von Buchstaben aus ästhetischen Gründen oder aus dem Bemühen um Platzersparnis. Um diese unterschiedlichen Phänomene sprachlich besser voneinander differenzieren zu können, wird in der Epigraphik teilweise vorgeschlagen, den Begriff „Ligatur“ auf solche Buchstabenverbindungen zu beschränken, die durch die kontinuierliche Linienführung der Schreibschrift entstanden sind, und für die Mehrzahl der anderen Buchstabenverbindungen in Inschriften stattdessen die Bezeichnung „nexus litterarum“ („Verbindung der Buchstaben“) zu verwenden.

## Ligaturen in anderen Sprachen und Schriften

### Lateinische Alphabete

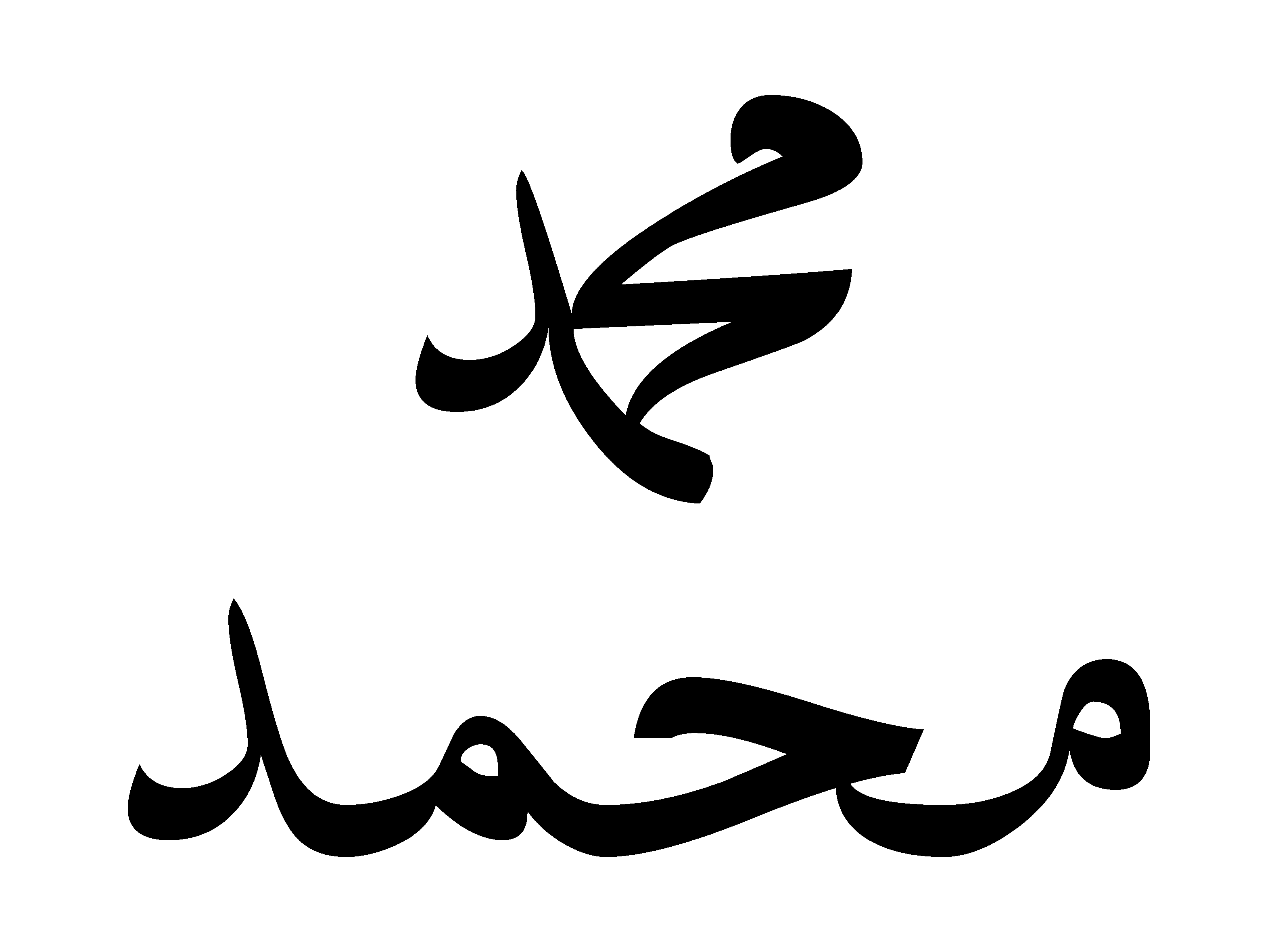
Der Name Mohammed in arabischer Schrift, oben als Ligatur, unten auf der Grundlinie verbunden, wie in einfacheren Drucken üblich

In skandinavischen Texten sind die Ligaturen von ſk, ſl und ſþ üblich.
In der französischen Sprache unterscheidet man ästhetische und orthographische Ligaturen. Die orthographischen Ligaturen sind bindend, dürfen nicht getrennt geschrieben werden und gelten als eigene Buchstaben (Æ und Œ, französisch l’e-dans-l’a und l’e-dans-l’o).
Umstritten ist die Stellung der Ligatur IJ als eigener Buchstabe im Alphabet des Niederländischen. Während staatliche Stellen von einem Digraphen sprechen, erinnert die praktische Verwendung mehr an einen eigenen Buchstaben, insbesondere dass beide Buchstaben stets zusammen großgeschrieben werden. Jedoch ist nicht jede Folge von I und J ein IJ, etwa in bijectie ‚Bijektion‘.

### Griechisches Alphabet
Im griechischen Alphabet findet sich als Zahlzeichen für die Ziffer 6 noch der alte Buchstabe Ϛ (Stigma), eine Ligatur aus Sigma und Tau. Schon seit byzantinischer Zeit wird gelegentlich für den Digraphen ΟΥ (Omikron-Ypsilon, gesprochen /⁠u⁠/), die Ligatur Ȣ verwendet.

### Kyrillische Alphabete
Der kyrillische Buchstabe Ю (Ju) geht auf eine Ligatur der griechischen Buchstaben Iota und Omikron zurück. Das Serbische verwendet die Ligaturen Љ (Lje) und Њ (Nje), zusammengesetzt aus Л bzw. Н und dem Weichheitszeichen Ь für die palatalisierten Laute /lʲ/ und /nʲ/.

### Arabische Alphabete
In der arabischen Schrift ist die Form des Zeichens vom Kontext abhängig. Es gibt bis zu vier verschiedene Formen je Buchstaben: allein stehend, initial, medial und final. Die einzige Zwangsligatur im Arabischen ist das Lām-Alif (لا), das bei der Verbindung der Buchstaben ل (Lam) und ا (Alif) entsteht. Bei bestimmten Schriftarten kommt eine große Zahl von weiteren Ligaturen hinzu, deren Verwendung aber nicht obligatorisch ist, etwa die Tasliya, Basmala und andere Ehrentitel Allahs.

### Indischer Schriftkreis

Komplexe Ligatur ddhrya in der Devanagari-Schrift

In fast allen indischen Schriften spielen Ligaturen eine wichtige Rolle. Hier sind sie nicht nur typografische Varianten, sondern haben einen graphematischen Status, ihr Gebrauch ist also bedeutungsunterscheidend. In den indischen Schriften trägt jeder Buchstabe einen inhärenten Vokal (meist a). Wenn zwei Konsonanten unmittelbar ohne Vokal aufeinandertreffen, werden sie zu einer Ligatur verbunden. Vor allem in Sanskrit-Texten kommen teils sehr komplizierte Ligaturen mit drei oder mehr Bestandteilen vor. Manche Ligaturen sind in ihrer Bildungsweise einfach, z. B. ergeben in der Devanagari-Schrift स (sa) und न (na) die Ligatur स्न (sna). Bei anderen Verbindungen wie क्ष (kṣa) – aus क (ka) und ष (ṣa) – sind die Einzelbestandteile dagegen nicht mehr ohne weiteres zu erkennen. Allein die tamilische und die singhalesische Schrift verwenden keine Ligaturen, sondern ein spezielles diakritisches Zeichen, welches das Fehlen des inhärenten Vokals anzeigt.

### Japanische und Chinesische Schriftzeichen
Das Japanische kennt Ligaturen wie die Katakana-Ligatur 𪜈 (tomo) oder die Hiragana-Ligatur ゟ (yori). Davon zu unterscheiden sind mehrsilbige Schriftzeichen wie Katakana ヿ (koto), das nicht auf eine Ligatur zurückgeht, sondern auf das einzelne Kanji 事.
In Kanji wiederum gibt es ebenfalls Ligaturen, insbesondere für die modernen Äranamen (Nengō) und die gleichlautenden posthumen Kaisernamen:
- ㍾ (明治, Meiji von Tennō Mutsuhito, 1868–1912)
- ㍽ (大正, Taishō von Tennō Yoshihito, 1912–1926)
- ㍼ (昭和, Shōwa von Tennō Hirohito, 1926–1989),
- ㍻ (平成, Heisei von Tennō Akihito, 1989–2019) und
- ㋿ (令和, Reiwa von Tennō Naruhito, seit 2019).

Kaiser Meiji führte das System 一世一元 (deutsch etwa: „Eine Regentschaft, ein Name“) im Jahr 1868 ein.